# José Ignacio Peralta
José Ignacio Peralta Sánchez (Colima, Colima. 1 d'octubre de 1970) és un polític, funcionari, economista i acadèmic mexicà. Des de l'11 de febrer de 2016 exerceix de Governador de l'estat de Colima.
Originari de la ciutat de Colima, és llicenciat en Economia per l'Institut Tecnològic Autònom de Mèxic (ITAM). Va cursar també un màster en Economia (M.A. in Economics) a la Universitat d'Essex, al Regne Unit. Ha participat en diversos cursos i seminaris organitzats per diferents universitats a nivell Internacional, així com per prestigioses institucions financeres de països com Suïssa, Estats Units i el Regne Unit, entre d'altres.

## Carrera política
Ha estat secretari de Foment Econòmic a l'Estat de Colima (2004-2009). A l'abril de 2009, es postula com a candidat a l'alcaldia del municipi de Colima per al període 2009-2012 i va ser el guanyador de les eleccions. Va prendre possessió el dia 15 d'octubre de 2009.
Al setembre de 2012, va ser designat Coordinador de Projectes Especials de l'Equip de Transició del President Electe dels Estats Units Mexicans. Així mateix, del desembre de 2012 al 30 de gener de 2015, va tenir la responsabilitat d'exercir com a Subsecretari de Comunicacions de la Secretaria de Comunicacions i Transports (SCT) del Govern de la República.
Actualment és Governador de l'Estat de Colima, postulat com a part de la coalició del PRI, el Partit Verd Ecologista de Mèxic (PVEM), el Partit Nova Aliança (PANAL) i el Partit del Treball (PT).